# Disseny continu
El disseny continu és una pràctica de desenvolupament de programari que consisteix a crear i modificar el disseny d'un sistema a mesura que es desenvolupa, en lloc d'especificar completament el sistema abans que comenci de desenvolupament, (com en el model de desenvolupament en cascada) o en ràfegues al principi de cada iteració (com en el model de desenvolupament iteratiu i incremental). També es diu disseny evolutiu o disseny incremental. El disseny continu va ser popularitzat per la programació extrema (XP). Disseny continu també usa el desenvolupament guiat per proves i refacció. Martin Fowler descriu el disseny continu al seu llibre Refactoring així com a un article de divulgació, titulat Is Design Dead? ("Ha mort el disseny?") referint-se a aquest com un canvi fet a l'estructura interna d'un software per fer-lo més fàcil d'entendre i barat de modificar, sense que això impliqui un canvi en el seu comportament observable.